# Cryptopeniculus nigrosetus
Cryptopeniculus nigrosetus is een keversoort uit de familie klopkevers (Ptinidae). De wetenschappelijke naam van de soort werd in 2004 gepubliceerd door Philips in Philips & Foster.